# Johann I. von Meißen
Johann I. von Meißen, auch Johannes Belger, Johannes Franck (* um 1300 in Meißen; † 30. Juli 1355 in Heilsberg) war in der Zeit von 1350 bis 1355 Bischof vom Ermland.

## Leben
Johanns Vorfahren lebten in der Markgrafschaft Meißen. Johann studierte an der Universität Bologna und schloss das Studium 1324 als Magister im Bereich der freien Künste ab. Im Anschluss wurde er ein Kleriker der Diözese Meißen und war ab 1326 als Notar in Niederschlesien sowie ein Notar im Deutschordensstaat bei dem Hochmeister des Deutschen Ordens Luther von Braunschweig tätig.
Ab 6. Juli 1334 gehörte er zum Konsistorium und war Domdechant des Domkapitels an der Kathedrale in Frauenburg. Als der Bischof Hermann von Prag am 31. Dezember 1349 in Wormditt verstarb, wurde er Anfang 1350 vom Ermländischen Domkapitel aus zum Bischof vom Ermland gewählt. Anschließend empfing er Ende April 1350 im Papstpalast zu Avignon das Sakrament der Bischofsweihe im Auftrag des Papstes Clemens VI. vom Kardinal Bernard d’Albi aus dem Bistum Porto-Santa Rufina. Im Jahr 1351 verlegte er die Bischofsresidenz von Wormditt auf die Burg Heilsberg.

## Baumaßnahmen und Neugründungen zur Amtszeit des Bischofs Johann I. von Meißen (Auswahl)
- 1350: Baubeginn der Burg Heilsberg
- 1350: Baubeginn der Burg in Seeburg
- 1350: Baubeginn der Burg Rößel
- 1353: Lokation für Allenstein und Freimarkt
- 1354: Lokation für Groß Bössau
- 1355: Baubeginn des dreischiffigen Langhaus’ der Kathedrale in Frauenburg